# U-856
 U-856  — немецкая подводная лодка типа IXC/40, времён Второй мировой войны. 
Заказ на постройку субмарины был отдан 5 июня 1941 года. Лодка была заложена 31 октября 1942 года на верфи судостроительной компании АГ Везер, Bremen под строительным номером 1062, спущена на воду 11 мая 1943 года, 19 августа 1943 года под командованием оберлейтенанта Фридриха Виттенберга вошла в состав учебной 4-й флотилии. 1 марта 1944 года вошла в состав 2-й флотилии. Лодка совершила один боевой поход, успехов не достигла. Потоплена 7 апреля 1944 года в Северной Атлантике к востоку от Нью-Йорка, в районе с координатами 40°18′ с. ш. 62°22′ з. д. глубинными бомбами с американского эсминца USS Champlin и американского эскортного эсминца USS Huse. 27 членов экипажа погибли, 28 спаслись. 